# Chaerephon nigeriae
Chaerephon nigeriae é uma espécie de morcego da família Molossidae. Pode ser encontrada na África subsaariana.